# Задунаево
Задунаево (на украински: Задунаївка; на руски: Задунаевка) е село в Южна Украйна, Одеска област, Болградски район. Заема площ от 2,78 км2. Преобладаваща част от жителите са бесарабски българи - около 91%.

## География
Селото се намира в историческата област Буджак (Южна Бесарабия). Разположено е югозападно от Арциз, на 7,5 километра западно от Главан и на 10 километра южно от Иваново.

## История
Селото е основано през 1822 година. През 1866 година учител в Задунаево е Христо Ботев.

## Население
Населението на селото според преброяването през 2001 г. е 2025 души.

### Езици
Численост и дял на населението по роден език, според преброяването на населението през 2001 г.:
| Роден език | Численост | Дял (в %) |
| Общо       | 2025      | 100.00    |
| Български  | 1855      | 91.60     |
| Украински  | 77        | 3.80      |
| Руски      | 72        | 3.55      |
| Молдовски  | 13        | 0.64      |
| Гагаузки   | 3         | 0.14      |
| Цигански   | 2         | 0.09      |
| Беларуски  | 1         | 0.04      |
| Други      | 2         | 0.09      |